# Дуйсенбаев, Руслан Муратбаевич
Руслан Муратбаевич Дуйсенбаев (каз. Руслан Мұратбайұлы Дүйсенбаев; род. 22 апреля 1993, Кунград, Каракалпакстан) — казахстанский футболист, полузащитник.

## Карьера
Футбольную карьеру начал в 2015 году в составе клуба «Байконур». 21 ноября 2020 года в матче против клуба «Ордабасы» дебютировал в казахстанской Премьер-лиге.

## Клубная статистика
| Игровая карьера | Игровая карьера | Игровая карьера | Лига | Лига | Кубок | Кубок | Межд. | Межд. | Др. | Др. |
| --------------- | --------------- | --------------- | ---- | ---- | ----- | ----- | ----- | ----- | --- | --- |
| 2015            | Байконур        | Б               | 20   | 0    | 1     | 0     | —     | —     | —   | —   |
| 2016            | Байконур        | Б               | 8    | 0    | 2     | 0     | —     | —     | —   | —   |
| 2017            | Байконур        | Б               | 21   | 0    | —     | —     | —     | —     | —   | —   |
| 2017            | Кайсар М        | В               | 1    | 1    | —     | —     | —     | —     | —   | —   |
| 2018            | Байконур        | Б               | 32   | 2    | —     | —     | —     | —     | —   | —   |
| 2019            | Байконур        | Б               | 23   | 1    | —     | —     | —     | —     | —   | —   |
| 2019            | Кайсар М        | В               | 1    | 0    | —     | —     | —     | —     | —   | —   |
| 2020            | Кайсар          | А               | 1    | 0    | —     | —     | —     | —     | —   | —   |
| 2020            | Байконур        | Б               | 11   | 0    | —     | —     | —     | —     | —   | —   |
| 2021            | Игилик          | Б               | 17   | 0    | 1     | 0     | —     | —     | —   | —   |
| 2022            | Игилик          | Б               | 21   | 0    | —     | —     | —     | —     | —   | —   |